# 25711 Lebovits
25711 Lebovits este un asteroid din centura principală de asteroizi.

## Descriere
25711 Lebovits este un asteroid din centura principală de asteroizi. A fost descoperit pe 8 ianuarie 2000 la Socorro, New Mexico, în cadrul proiectului LINEAR. Asteroidul prezintă o orbită caracterizată de o semiaxă mare de 2,36 ua, o excentricitate de 0,17 și o înclinație de 2,9° în raport cu ecliptica.